# Амфіон

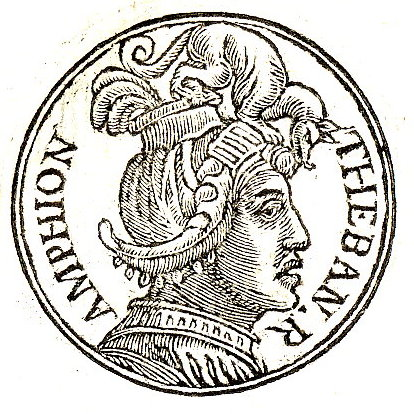
Амфіон син Зевса

Амфі́он (грец. Αμφίονας) — син Зевса й фіванської царівни Антіопи, брат Зета, один із давньогрецьких музик. Одразу після народження брати-близнята за наказом їхнього дядька, фіванського царя Ліка, були покинуті напризволяще, їх виховали пастухи. Змужнівши, брати захопили Фіви і вбили злого володаря, а його дружину Дірке прив'язали до рогів лютого бика. У Неаполі є відома мармурова скульптура «Фарнезький бик». Амфіон і Зет оточили Фіви мурами (каміння, зачароване грою Амфіона на лірі, саме складалося в мури). Обидва брати відзначалися надзвичайною силою. Дружина Амфіона Ніоба народила від нього семеро синів і сім дочок. Після втрати всіх дітей Амфіон покінчив життя самогубством (Варіант: його вбили Аполлон і Артеміда, коли він намагався захопити їхній храм). В історичний час Амфіона і Зета шанували у Фівах як місцевих героїв, «фіванських Діоскурів».
Від часів Евріпіда в літературній традиції брати є втіленням двох життєвих начал — діяльного (Зет) і споглядального (Амфіон). Міф про Амфіона й Зета відбито в живописі (Дж. Б. Тьєполо) та в музиці (Б. Галуппі, Л. Керубіні, А. Онеггер).
Амфіон — владар беотійського міста Орхомена, дід Нестора.